# Cerkiew Zaśnięcia Najświętszej Maryi Panny w Asunach
Cerkiew Zaśnięcia Najświętszej Maryi Panny w Asunach – greckokatolicka cerkiew znajdująca się we wsi Asuny, w województwie warmińsko-mazurskim. 

## Historia cerkwi
Jest to dawny kościół gotycki wybudowany w XV wieku. Wewnątrz mieszczą się wykonane w latach 80. XX wieku: ikonostas i malowidła ścienne.
W latach 1949–1952 w świątyni były odprawiane nabożeństwa rzymskokatolickie. Od 1958 świątynia należy do grekokatolików.